# Jean Louis Lassaigne
Jean Louis Lassaigne  (* 22. September 1800 in Paris; † 18. März 1859 ebenda) war ein französischer Chemiker, bekannt für Beiträge zur forensischen und analytischen Chemie.
Lassaigne war zunächst Apotheker und später Professor für industrielle Chemie an der Handelsschule in Paris und Professor für Physik und Pharmazie an der Veterinärschule in Alfort. Zuletzt war er als Gerichtschemiker in Paris tätig.
Die Lassaigne-Probe zum Nachweis organischen Stickstoffs ist nach ihm benannt. Er entdeckte Delphinin und Chitin, und er wies zum Beispiel nach, dass Speichel Stärke in Zucker abbaut und Blasensteine Magnesiumcarbonat enthalten. 1834 gewann er mit elektrischem Strom Morphin aus Opium.

## Schriften
- Abrégé élémentaire de chimie organique et inorganique, 2 Bände, 1829
- Dictionnaire des réactifs chimique 1839